# 1942年の日本競馬
1942年の日本競馬（1942ねんのにほんけいば）では、1942年（昭和17年）の日本競馬界についてまとめる。
馬齢は旧表記で統一する。
1941年の日本競馬 - 1942年の日本競馬 - 1943年の日本競馬

## できごと

### 1月 - 3月
- 1月15日 - 横浜競馬振興会は、ステーツ・アイザックスら55名の外国人の除名処分を決定した[1]。
- 1月16日 - 東条英機内閣は軍事費を賄うために税制を改革、馬券税が賦課されることを決定した。馬券税法は2月21日に公布され、3月1日より施行された[2]。
- 2月28日 - 内務省警保局長は、馬券税の施行に先立って各地方長官にあて「競馬の取り締まり強化」について通牒、競馬場内外においてのノミ屋・握り屋などの賭博事犯を一掃するように指示した[2]。
- 3月24日 - 競馬法施行20周年を記念して、日本競馬会は馬事公苑で記念式典を挙行した。また記念事業の一環として『日本の競馬』という冊子を配布している[2]。
- 3月27日 - 安田伊左衛門理事長は各競馬場場長宛に、馬券税について入場者に周知させるための「放送案文」を送付した。内容は「この税金は勝馬投票券に100分の7、また払戻金から券面金額20円を控除した金額の100分の20が課せらる。また払戻金が200円の場合は従来通り150円は現金、50円は国債で支払う、税金の関係で払戻金が20円以下になる場合があっても20円は払戻す。これは大東亜戦争遂行のためゆえ協力願いたい」というものであった[2]。

### 4月 - 6月
- 4月18日 - ドーリットル空襲により、中山競馬場と阪神競馬場開催中に空襲警報が発せられる。競馬開催は無事行われたが、阪神競馬場では翌19日にも警報が発令されている[1]。
- 5月 - 日本競馬会はそれまで刊行していた『馬匹血統登録書』（全18巻）の刊行を5月中に終了し、代わって『馬匹登録書』の刊行を開始した[3]。
- 5月2日 - 4月18日に受けたドーリットル空襲に先立ち、日本競馬会は競馬開催時における防空実施についてを理事長通知をもって各方に通達した[2]。
- 5月17日 - 第1回京都記念競走が創設される。第1回の優勝馬はマルエス[1]。
- 6月25日 - 日本競馬会は「空襲等のため競馬を取止め、又は中止したる場合の入場料等の取り扱い」について主務省の認可を受けた。その主旨は、第1競走の終了（勝ち馬の確定）までに取りやめになった場合は入場料を返還するというものであった[3]。

### 7月 - 9月
- 8月7日 - 日本競馬会は馬名登録について「なるべく国語を使用し、米英語は使用しないこと。またなるべく血統書馬名を使用すること」を各競馬場長に通知した[3]。
- 8月10日 - 安田伊左衛門理事長は、馬券税の賦課により春季競馬の来場者が激減したことを受け、その対策案を農林大臣あてに提出した。1942年（昭和17年）の春季開催の来場者数は892,045人で前年比36.2%の減少、売得金は84,673,060円で前年比41.2%の減少であった[3]。
- 9月 - 函館競馬場ではこの開催が第100次競馬開催となるため、競馬法制定20周年と第100次記念式を行い、併せて物故功労者の追悼式と競馬功労者の表彰式を行った[1]。
- 9月3日 - 安田伊左衛門理事長は、秋季競馬の開催に当たり、入場者数増を図るべく、1940年（昭和15年）以来中止していた競馬開催日の広告を再び行うよう各競馬場長あてに通知した[4]。

### 10月 - 12月
- 10月5日 - 安田伊左衛門理事長は、各競馬場長あてに「競馬成績表には自今天候を記載しないよう」と通知した[4]。
- 11月29日 - 海軍次官より農林次官あてに「川西航空機に隣接する阪神競馬場を譲渡されたい」との旨を申し入れた。日本競馬会は当時代替候補地を物色中であり、翌年1月20日に阪神競馬場を移転決定している[4]。
- 12月28日 - 日本競馬会は騎手の召集による騎手不足に対処するため、調教師の騎手騎乗を臨時的に認める施行規程第107条の臨時特例を制定、主務大臣の認可を受けて1943年（昭和18年）元旦より施行すると各競馬場長に通知した[4]。

### その他
- 6-7月 - 前年公布された敵産管理法により、ステーツ・アイザックスとC・H・モース2名の財産処理が行われ、横浜競馬場と北海道の牧場において大蔵省係官・横浜競馬場長ほか職員立会の上で入札が行われた。アイザックス所有の資産は11万5872円、モース所有の競走馬は5700円で落札された[3]。

## 競走成績

### 公認競馬の主な競走
- 第4回横濱農林省賞典四歳呼馬（横浜競馬場・4月5日）優勝：アルバイト（騎手：小西喜蔵）
- 第10回帝室御賞典（春）（鳴尾競馬場・4月19日） 優勝：ミナミモア（騎手：佐藤邦雄）
- 第4回中山四歳牝馬特別（中山競馬場・5月3日）優勝：バンナーゴール（騎手：宮沢今朝太郎）
- 第11回東京優駿競走（日本ダービー）（東京競馬場・5月24日) 優勝：ミナミホマレ（騎手：佐藤邦雄）
- 第5回優駿牝馬（オークス）（鳴尾競馬場・10月11日) 優勝：ロツクステーツ（騎手：玉谷敬治）
- 第11回帝室御賞典（秋）（東京競馬場・11月1日） 優勝：ニパトア（騎手：新屋幸吉）
- 第5回京都農林省賞典四歳呼馬（京都競馬場・11月8日） 優勝：ハヤタケ（騎手：佐藤勇）

### 障害競走
- 第16回中山農林省賞典障碍（春）（中山競馬場・4月26日）優勝 : ホウカツピータ（騎手 : 本田昌雄）
- 第17回中山農林省賞典障碍（秋）（中山競馬場・11月29日）優勝： バイエル（騎手：富田竹次郎）

## 誕生

### 人物
- 3月30日 - 大和田稔 騎手、調教師（JRA）
- 4月3日 - 簗田善則 騎手(JRA)